# Jacob Nampudakam
Jacob Nampudakam (né le 10 août 1955 à Ayyampara, dans l’État du Kerala, en Inde) est un prêtre catholique indien, élu recteur général des Pallottins le 4 octobre 2010. Vingt-deuxième successeur du fondateur, saint Vincent Pallotti, il est le premier non-européen élu à ce poste. Il succède au P. Friedrich Kretz.

## Biographie
Jacob Nampudakam a fait ses études au séminaire Saint-Charles de Nagpur dans l'État de Maharashtra. Après avoir suivi sa formation en théologie, il est ordonné prêtre en 1981 pour les Pallottins et devient vicaire, puis curé et plus tard maître des novices de la province de la congrégation de Nagpur et directeur du Centre d'animation pallottine. Il poursuit ensuite ses études de philosophie à l'université pontificale grégorienne, ainsi que des études de psychologie et de spiritualité.
Jacob Nampudakam est nommé par le recteur général  des Pallottins Séamus Freeman, secrétaire général de la congrégation à Rome, où il s'engage surtout pour le domaine de l'éducation. De 2004 à 2010, il est conseiller général de la congrégation des Pallottins. 
La XXe assemblée générale des Pallottins du 4 octobre 2010 qui se tient à Ariccia, près de Rome, élit le Père Nampudakam comme nouveau recteur général. C'est le premier non-européen élu à ce poste.
Le pape François nomme le P. Nampudakam le 29 mars 2014 à la congrégation pour les instituts de vie consacrée et les sociétés de vie apostolique.